# Federico Furlan
Federico Furlan (Montebelluna, 25 novembre 1990) è un calciatore italiano, centrocampista o ala del Cjarlins Muzane.

## Carriera

### Club
Inizia nella squadra della sua città natale, Montebelluna per poi passare alle giovanili del Milan. Nel 2009 passa prima al San Marino in prestito, e poi al Varese a titolo definitivo. Dopo due presenze tra campionato e Coppa Italia, a gennaio va in prestito al Monza e poi a giugno fa ritorno alla base. Dopo una stagione senza collezionare presenze a Varese (a gennaio salta all'ultimo minuto il prestito al Monza), si trasferisce al Bassano Virtus dove rimane per tre anni e si afferma prima in Lega Pro Seconda Divisione e poi nella Lega Pro a girone unico, dove nella stagione 2014-2015, arriva secondo. Qui totalizza 92 presenze e 6 reti. La stagione dopo passa alla Ternana a titolo definitivo dove segna 6 gol in 40 presenze chiudendo il campionato al 12º posto. Poi il 23 agosto passa al Bari dove debutta dal primo minuto nella prima giornata di campionato contro il Cittadella. Termina la stagione piazzandosi al 12º posto in classifica.
L'ultimo giorno del mercato estivo 2017-2018 passa in prestito con diritto di opzione dal Bari al Brescia. A fine anno, le ottime prestazioni come terzino sinistro gli valgono l'acquisto della Sampdoria, che però, a causa di un organico pieno, lo gira in prestito oneroso alla Ternana in Serie C.
Nel giugno del 2019, viene acquistato a titolo definitivo dalla Ternana, firmando un triennale.
Il 13 luglio 2022, Furlan viene ceduto in prestito alla Triestina, militante in Serie C, fino al termine della stagione.
Il 1º settembre 2023, Furlan rescinde ufficialmente il proprio contratto con la Ternana. Quindi, il 22 settembre seguente, firma un accordo ufficiale con il Città di Varese, in Serie D.

## Statistiche

### Presenze e reti nei club
Statistiche aggiornate al 4 maggio 2025.
| Stagione        | Squadra         | Campionato      | Campionato | Campionato | Coppe nazionali | Coppe nazionali | Coppe nazionali | Coppe continentali | Coppe continentali | Coppe continentali | Altre coppe | Altre coppe | Altre coppe | Totale | Totale |
| Stagione        | Squadra         | Comp            | Pres       | Reti       | Comp            | Pres            | Reti            | Comp               | Pres               | Reti               | Comp        | Pres        | Reti        | Pres   | Reti   |
| --------------- | --------------- | --------------- | ---------- | ---------- | --------------- | --------------- | --------------- | ------------------ | ------------------ | ------------------ | ----------- | ----------- | ----------- | ------ | ------ |
| 2009-2010       | San Marino      | 2D              | 26         | 2          | CI-LP           | 2               | 0               | -                  | -                  | -                  | -           | -           | -           | 28     | 2      |
| 2010-gen. 2011  | Varese          | B               | 1          | 0          | CI              | 1               | 0               | -                  | -                  | -                  | -           | -           | -           | 2      | 0      |
| gen.-giu. 2011  | Monza           | 1D              | 7+1        | 0          | CI+CI-LP        | 0               | 0               | -                  | -                  | -                  | -           | -           | -           | 8      | 0      |
| 2011-2012       | Varese          | B               | 0          | 0          | CI              | 0               | 0               | -                  | -                  | -                  | -           | -           | -           | 0      | 0      |
| 2012-2013       | Bassano Virtus  | 2D              | 22         | 1          | CI-LP           | 0               | 0               | -                  | -                  | -                  | -           | -           | -           | 22     | 1      |
| 2013-2014       | Bassano Virtus  | 2D              | 29         | 2          | CI-LP           | 2               | 0               | -                  | -                  | -                  | SdL-2D      | 2           | 0           | 33     | 2      |
| 2014-2015       | Bassano Virtus  | LP              | 37+4       | 3          | CI+CI-LP        | 3+1             | 0               | -                  | -                  | -                  | -           | -           | -           | 45     | 3      |
| Totale Bassano  | Totale Bassano  | Totale Bassano  | 88+4       | 6          |                 | 6               | 0               |                    | -                  | -                  |             | 2           | 0           | 100    | 6      |
| 2015-2016       | Ternana         | B               | 40         | 6          | CI              | 2               | 0               | -                  | -                  | -                  | -           | -           | -           | 42     | 6      |
| 2016-2017       | Bari            | B               | 30         | 1          | CI              | 0               | 0               | -                  | -                  | -                  | -           | -           | -           | 30     | 1      |
| lug.-ago.2017   | Bari            | B               | 1          | 0          | CI              | 1               | 0               | -                  | -                  | -                  | -           | -           | -           | 2      | 0      |
| Totale Bari     | Totale Bari     | Totale Bari     | 31         | 1          |                 | 1               | 0               |                    | -                  | -                  |             | -           | -           | 32     | 1      |
| 2017-2018       | Brescia         | B               | 34         | 0          | CI              | -               | -               | -                  | -                  | -                  | -           | -           | -           | 34     | 0      |
| 2018-2019       | Ternana         | C               | 27         | 0          | CI +CIC         | 1+1             | -               | -                  | -                  | -                  | -           | -           | -           | 29     | 0      |
| 2019-2020       | Ternana         | C               | 20+4       | 0          | CIC             | 8               | 0               | -                  | -                  | -                  | -           | -           | -           | 32     | 0      |
| 2020-2021       | Ternana         | C               | 32         | 10         | CI              | 1               | 0               | -                  | -                  | -                  | SC-C        | 2           | 0           | 35     | 10     |
| 2021-2022       | Ternana         | B               | 20         | 0          | CI              | 2               | 0               | -                  | -                  | -                  | -           | -           | -           | 22     | 0      |
| 2022-gen. 2023  | Triestina       | C               | 18         | 0          | CI-C            | 1               | 0               |                    | -                  | -                  |             | -           | -           | 19     | 0      |
| gen.giu. 2023   | Latina          | C               | 14+1       | 0          | CI-C            | 0               | 0               |                    | -                  | -                  |             | -           | -           | 15     | 0      |
| lug.ago.-2023   | Ternana         | B               | 0          | 0          | CI              | 0               | 0               | -                  | -                  | -                  | -           | -           | -           | 0      | 0      |
| Totale Ternana  | Totale Ternana  | Totale Ternana  | 139+4      | 16         |                 | 15              | 0               |                    | -                  | -                  |             | 2           | 0           | 160    | 16     |
| set. 2023-2024  | Città di Varese | D               | 20         | 2          | CI-D            | -               | -               | -                  | -                  | -                  | -           | -           | -           | 20     | 2      |
| 2024-2025       | Cjarlins Muzane | D               | 34         | 4          | CI-D            | 1               | 0               | -                  | -                  | -                  | -           | -           | -           | 35     | 4      |
| Totale Carriera | Totale Carriera | Totale Carriera | 412+10     | 31         |                 | 27              | 0               |                    | -                  | -                  |             | 4           | 0           | 453    | 31     |

## Palmarès

### Club

#### Competizioni nazionali
- Supercoppa di Lega di Seconda Divisione: 1

Bassano Virtus: 2014
- Lega Pro Seconda Divisione: 1

Bassano Virtus: 2013-2014 (girone A)
- Serie C: 1

Ternana: 2020-2021 (Girone C)
- Supercoppa di Serie C: 1

Ternana: 2021